# Redburn
Redburn (Redburn: His First Voyage. Being the Sailor-Boy Confession and Remini- scences of the Son-of-a-Gentleman, in the Merchant Service) è il quarto libro dello scrittore statunitense Herman Melville, apparso nel 1849 presso Richard Bentley (Londra) e Harper & Brothers (New York). L'autore lo scrisse in meno di 10 settimane.

## Trama
È la storia di un ragazzo marinaio, il cui nome è Wellingborough Redburn e dà titolo al libro, il quale parte sulla nave "Highlander" da New York e viaggia verso l'Inghilterra, dove visita Liverpool.

## Edizioni italiane
- trad. Alfredo Rizzardi, La nave di vetro, con introduzione di Giancarlo Vigorelli, Bologna: Cappelli, 1957; con prefazione di Dario Pontuale e postfazione di Biancamaria Rizzardi, Forlì: CartaCanta, 2019
- trad. Oriana Palusci, Redburn, in Tutte le opere narrative, a cura di Ruggero Bianchi, vol. 3, Milano: Mursia, 1989, pp. 6-260
- trad. Fabrizio Bagatti, Redburn, Cava de' Tirreni: Marlin, 2006